# Geografie en topografie van 's-Hertogenbosch
De geografie en topografie van 's-Hertogenbosch geeft een geografisch en topografisch overzicht van 's-Hertogenbosch weer.

## Geschiedenis

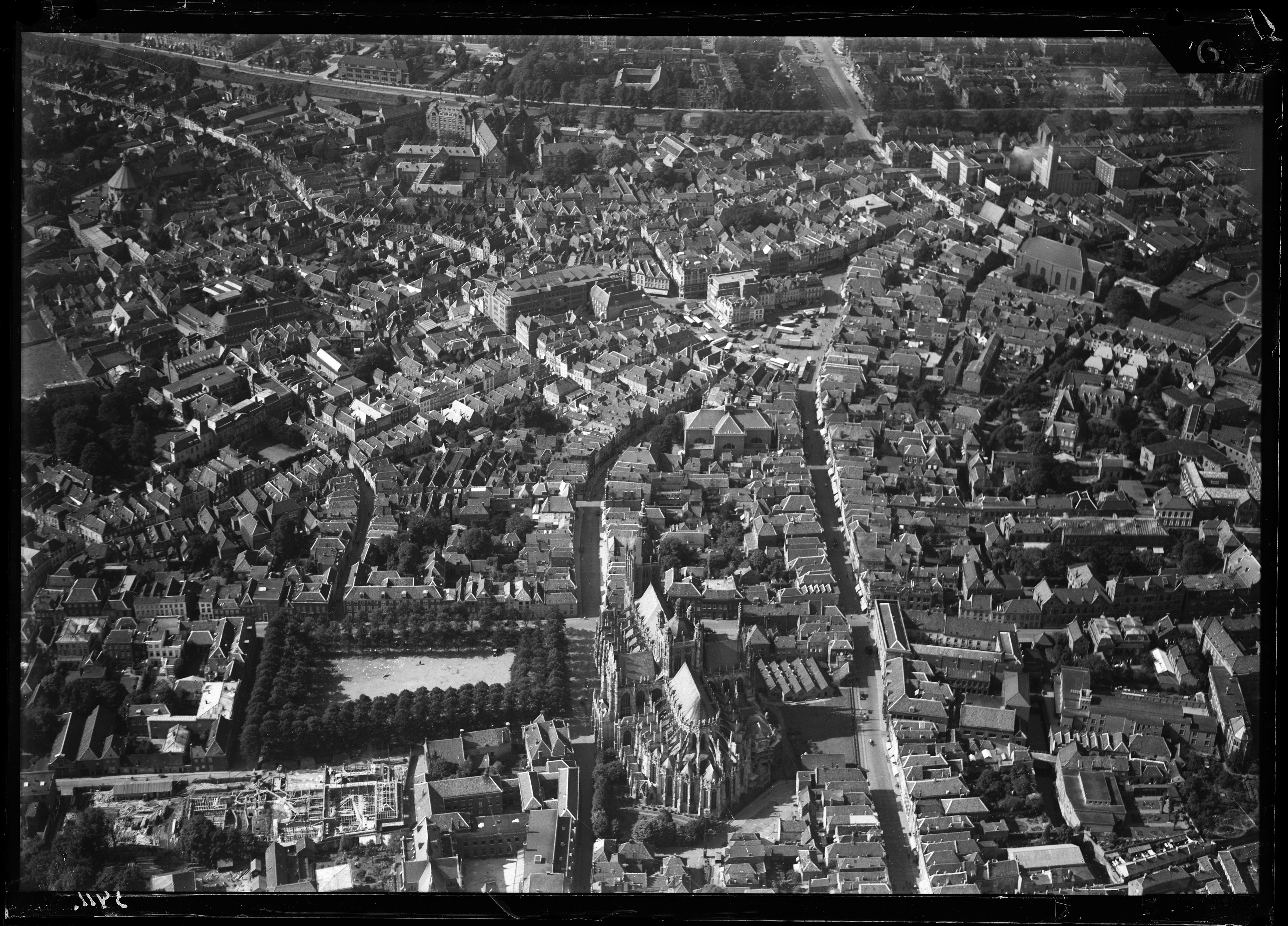
Luchtfoto van de binnenstad van 's-Hertogenbosch uit de periode 1920-1940

De gemeente kende in 1933 een eerste gemeentelijke herindeling, toen de gemeente Cromvoirt werd opgeheven. Het gedeelte ten zuiden van de spoorlijn Lage Zwaluwe - 's-Hertogenbosch kwam bij de gemeente Vught. Deuteren, het gedeelte ten noorden van deze spoorlijn kwam bij de gemeente 's-Hertogenbosch.
In 1971 vond er wederom een gemeentelijke herindeling plaats. De gemeenten Empel en Meerwijk en Engelen werden op vrijwillige basis geannexeerd door de gemeente 's-Hertogenbosch en waren vanaf dat moment niet meer zelfstandig. De gemeente Rosmalen werd in 1996 bij de gemeente 's-Hertogenbosch gevoegd.
In 2015 werd de gemeente Maasdonk opgeheven. Zo kwamen de dorpen Nuland en Vinkel bij de gemeente 's-Hertogenbosch. Geffen kwam bij de gemeente Oss.

## Geografie
Delen van de gemeente ligt op de Roerdalslenk, een slenk in de ondergrond van het zuidoosten van Nederland. Door de loop van verschillende rivieren in dit deel van Nederland, komen bij 's-Hertogenbosch een aantal rivieren en kanalen tezamen. Bij 's-Hertogenbosch zijn hierdoor een aantal donken ontstaan. De Markt in de Binnenstad bevindt zich op zo'n donk. Voorbeelden van rivieren en kanalen bij 's-Hertogenbosch zijn de Maas, Dommel en de Zuid-Willemsvaart.
Mede hierdoor zijn er van oorsprong rondom 's-Hertogenbosch verschillende moerassen ontstaan, zoals de Moerputten en Het Bossche Broek. Het toponiem -broek verwijst ook naar het moerassige gebied.

### Bevolking
Per 1 januari 2012 wonen er in de gemeente 's-Hertogenbosch 141.906 mensen. Dit is vergeleken met 1 januari 2010 een toename van 1.186. Dit is voornamelijk te danken aan de migratie naar De Groote Wielen. In 2010 zijn er in 's-Hertogenbosch 1727 inwoners levend geboren en zijn er 1041 inwoners gestorven.
Het stadsdeel met de meeste inwoners is West met 19.724 inwoners. De grootste groep is van de leeftijdsgroep 20-44 jaar. In deze categorie zijn 50.806 mensen woonachtig in de gemeente 's-Hertogenbosch. Ook in deze categorie is stadsdeel West met 7767 het grootste. In de categorie tot 18 jaar is stadsdeel Maaspoort het grootst qua aantal inwoners met 4508 inwoners.
In de gemeente 's-Hertogenbosch hebben in totaal 6453 inwoners niet de Nederlandse nationaliteit, tegen 6348 in 2010. De Marokkaanse, de Turkse en de Duitse nationaliteit vormen de top drie. 834 mensen hebben in 's-Hertogenbosch de Marokkaanse nationaliteit, 757 inwoners de Turkse en 391 de Duitse nationaliteit. De grootste steiger uit de top 10 zijn de Polen. 321 inwoners hebben de Poolse nationaliteit. Dit zijn er 38 meer dan in 2010. Andere stijgers in de top 10 zijn Groot-Brittannië (+1), België (+4), Spanje (+1), Frankrijk (+5) en China (+13).

### Oriëntatiepunten
Afhankelijk van waar men 's-Hertogenbosch nadert, zijn er verschillende oriëntatiepunten. Een oriëntatiepunt is oorspronkelijk een geografische eigenschap, die door reizigers kan worden gebruikt, om de weg terug te vinden in een gebied. Dit is ook afhankelijk van het vervoermiddel dat men kiest. Zo is het Kantoor van de Toekomst vanaf de Rijksweg 2 te zien, nadat de Maas overgestoken is. Maar vanaf het noorden zijn er andere oriëntatiepunten, zoals het reclamebord bij Sportpark De Saren, de Hedelse brug en de Hedelse spoorbrug. Andere oriëntatiepunten zijn bijvoorbeeld de viaducten over de A2, wanneer men met de trein reist vanuit de richting Nijmegen. Maar  andere gebouwen zoals het Provinciehuis Noord-Brabant en de Sint-Janskathedraal kunnen als oriëntatiepunt fungeren.
Wegen die als oriëntatiepunt fungeren zijn bijvoorbeeld Knooppunt Empel, Knooppunt Hintham en afslagen op de A2 en A59. Vanuit Oss op de A59 is een oriëntatiepunt het kunstwerk De Hoop van Rudi van de Wint. Dit kunstwerk staat in de nabijheid van afslag Nuland.

## Topografie
Topografisch kaartbeeld van 's-Hertogenbosch, dec. 2013. Klik op de kaart voor een vergroting.

### Ligging
De gemeente ligt in het noorden van de provincie Noord-Brabant. De rivier de Maas is in het noorden de grens van de gemeente en provincie. De gemeente grenst daar aan het Gelderse Maasdriel. In het oosten grenst de gemeente aan Oss en in het zuiden aan Sint-Michielsgestel en Vught. Vlijmen in het westen behoort tot de gemeente Heusden, zodat deze gemeente ook aan 's-Hertogenbosch grenst.
Het meest noordelijke punt van de gemeente 's-Hertogenbosch ligt in het noordoosten van de gemeente op de grens met Oss op ongeveer 51°45'44 N en 5°26'59 O. Het meest zuidelijke punt is bij de Bosschebaan op de Provinciale weg 617 op ongeveer 51°40'06 N en 5°20'02 O. Het meest westelijke punt ligt tussen Bokhoven en Hedikhuizen in de Maas. Hier grenst de gemeente aan de gemeenten Heusden en Maasdriel. Het meest westelijke punt ligt ongeveer op 51°44'29 N en 5°12'24 O. Het meest oostelijke punt van de gemeente ligt ten oosten van Vinkel, even ten westen van Munnekens-Vinkel en ten zuiden van Berkt. Dit punt ligt op ongeveer 51°42'31 N en 5°29'57 O. De gemeente grenst hier aan de gemeente Bernheze. Het geografisch middelpunt, dat wil zeggen, het punt waar de lijn van Noord naar Zuid de lijn West naar Oost kruist, ligt ten oosten van de wijk Sparrenburg in Rosmalen. Vóór de gemeentelijke herindeling in 2015, was dit Sportpark De Hoef.
| Aangrenzende gemeenten | Aangrenzende gemeenten | Aangrenzende gemeenten | Aangrenzende gemeenten | Aangrenzende gemeenten |
| ---------------------- | ---------------------- | ---------------------- | ---------------------- | ---------------------- |
|                        |                        | Maasdriel (Gld)        |                        | Oss                    |
|                        |                        |                        |                        |                        |
| Heusden                | Bernheze               |                        |                        |                        |
|                        |                        |                        |                        |                        |
|                        |                        | Vught                  |                        | Sint-Michielsgestel    |

### Kernen en stadsdelen
Tot de gemeente 's-Hertogenbosch behoren naast de hoofdplaats 's-Hertogenbosch ook de volgende dorpen en gehuchten: Bokhoven, Deuteren, Dieskant, Empel, Engelen, Gewande, Heeseind, Hintham, Kruisstraat, Maliskamp, Meerwijk, Nuland, Orthen, Oud-Empel, Rosmalen en Vinkel.
De gemeente 's-Hertogenbosch bestaat uit 14 stadsdelen (door de gemeente wijken genoemd):
Binnenstad, De Groote Wielen, Empel, Engelen, Graafsepoort, Maaspoort, Muntel/Vliert, Noord, Nuland, Rosmalen Noord, Rosmalen Zuid, Vinkel, West en Zuidoost

### Infrastructuur

#### Wegen
Bij 's-Hertogenbosch liggen twee belangrijke snelwegen. De A2 is een belangrijke verbinding die Amsterdam met Maastricht verbindt. Ook de A59 is een belangrijke verbinding. Deze gaat van west naar oost en verbindt Serooskerke met Oss. Ook zijn er een aantal provinciale wegen, zoals de Provinciale weg 617, die 's-Hertogenbosch met Schijndel verbindt. Ook de Provinciale weg 279 is een belangrijke verkeersader. Deze ligt langs de Zuid-Willemsvaart en verbindt 's-Hertogenbosch vanaf afslag Veghel op de A2 met Horn in Limburg. Deze weg voert onder andere langs Veghel en Helmond.
Vroeger was de Treurenburg een belangrijke verkeersroute. Voordat de Rijksweg 2 in 1971 om de stad heen werd gelegd, was deze weg de doorgaande weg van zuid naar noord. De weg heeft een bovenlokaal belang en verbindt Hedel met de stad 's-Hertogenbosch. Een andere belangrijke provinciale weg, is de Provinciale weg 625. Deze weg verbindt 's-Hertogenbosch via Rosmalen, Empel en Lith met Oss. Een gedeelte van deze weg ligt langs de Maas en fungeert dan ook als Dijkweg. In 's-Hertogenbosch fungeert deze weg ook als uitvalsweg voor de Vinex-wijk De Groote Wielen.
Belangrijke wegen in het westen van de gemeente zijn de Vlijmenseweg en de Randweg 's-Hertogenbosch - Vught. Deze wegen verbinden de A59 met de A2 bij Knooppunt Vught en maken onderdeel uit van de Ring 's-Hertogenbosch. De Randweg is een in maart 2011 opengestelde weg. Het verkeer hoeft sindsdien niet via de Vughterweg en het Wilhelminaplein.

#### Spoorlijnen
In het wijk 't Zand is het Station 's-Hertogenbosch te vinden. Dit spoorwegstation ligt aan de spoorlijn Utrecht - Boxtel en de spoorlijn Tilburg - Nijmegen. Voorheen lag deze ook aan de spoorlijn Lage Zwaluwe - 's-Hertogenbosch, maar deze spoorlijn is reeds opgebroken. Vanaf het station ligt nog wel de Stamlijn De Rietvelden. In 2006 is hier echter voor het laatst een trein gesignaleerd vanaf de brouwerij van Heineken. Dat wil zeggen, dat de spoorlijn in 2016 op zijn vroegst mag worden afgebroken. Aan het traject naar Nijmegen bevinden zich nog Station 's-Hertogenbosch Oost en Station Rosmalen.

#### Oppervlaktewater
Voor de scheepvaart zijn twee kanalen bevaarbaar. Dat zijn de Zuid-Willemsvaart en het Diezekanaal. De Zuid-Willemsvaart verbindt 's-Hertogenbosch met Maastricht en het Diezekanaal verbindt de Maas met de Ertveldplas. Twee andere kanalen hebben een waterafvoerende functie. Dit zijn het Afwateringskanaal 's-Hertogenbosch-Drongelen en de Hertogswetering.
Van de rivieren wordt alleen de Maas gebruikt voor de beroepsvaart. Over de Dommel varen wel bootjes, maar dit zijn (voornamelijk) rondvaartboten, die gebruikt worden voor tochten over de Binnendieze. Over de Aa wordt niet gevaren.
De meeste meren in 's-Hertogenbosch zijn zandafgravingen. Voorbeelden hiervan zijn de Rosmalense Plas, de Oosterplas en het IJzeren Kind. Een uitzondering is het Engelermeer. Dit meer is (vermoedelijk) een restant van de oude loop van de Maas. Een gedeelte van dit meer is pas later in gebruik genomen als zandwinningsplaats.